# 오야케촌
오야케촌(小宅村)은 효고현에 존재했던 촌이다. 1948년에 다쓰노정과 합병하여 소멸하였다.
현재의 오야케 초등학교 구역에 해당하는 다쓰노시 중동부에 위치해 있었다.

## 역사
- 1889년 4월 1일 - 정촌제 시행에 수반해 잇토군 오야케촌이 성립하였다.
- 1896년 4월 1일 - 잇사이군, 잇토군이 합병해 이보군이 성립하였다.
- 1948년 4월 1일 - 다쓰노정과 합병에 의해 소멸하였다.

## 교통

### 철도
- 일본국유철도
  - 기신선

### 도로
- 산요자동차도
- 국도 제179호선

## 참고문헌
- 가도카와 일본지명 대사전 28권